# Onthophagus phanaeicollis
Onthophagus phanaeicollis é uma espécie de inseto do género Onthophagus, família Scarabaeidae, ordem Coleoptera.
Foi descrita cientificamente por Lansberge em 1883.